# Aliança Dual

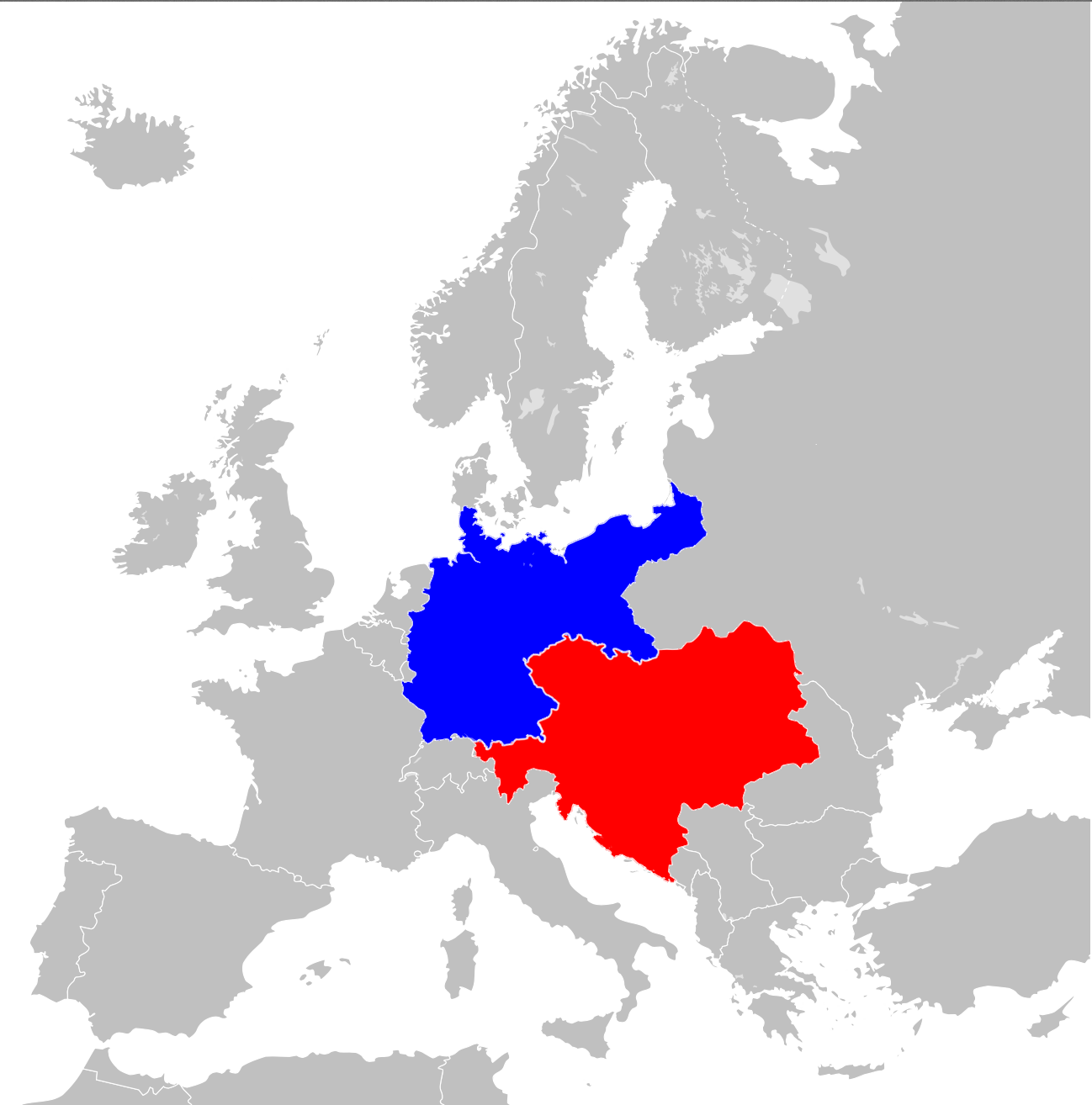
A Aliança Dupla em 1914, Alemanha em azul e Áustria-Hungria em vermelho

A Aliança Dual, Aliança Dupla ou Aliança Germano-Austríaca entre os impérios  Alemão e Austro-Hungaro foi criada por um tratado assinado em 7 de outubro de 1879, no qual a Alemanha e a Áustria-Hungria se comprometeram a ajudar um ao outro em caso de um ataque por parte da Rússia. Além disso, cada Estado se comprometeu em uma neutralidade benevolente para com o outro, se um deles for atacado por outra potência europeia (geralmente, diz ser a França, especialmente depois da Aliança Franco-Russa de 1894). Bismarck viu a aliança como uma forma de evitar o isolamento do Império Alemão, que acabara de ser fundado alguns anos antes, e de preservar a paz, já que a Rússia não faria guerra contra os dois impérios.

## Formação
Quando a Áustria-Hungria e a Alemanha formaram uma aliança em 1879, foi uma das alianças mais surpreendentes de seu tempo. Embora ambas compartilhassem a língua alemã e uma cultura semelhante, a Áustria-Hungria e a Alemanha foram freqüentemente separadas, principalmente durante a recente Guerra Austro-Prussiana. Além disso, os governantes dos Habsburgos acreditavam que a promoção do nacionalismo, favorecida pela Alemanha, destruiria seu império multinacional. No entanto, sua desconfiança comum na Rússia uniu os dois impérios por uma causa comum.

## Aliança contra a Rússia
Após a formação do Império Alemão em 1871, o chanceler alemão Otto von Bismarck queria retratar sua nação como pacificadora e preservadora do Parlamento Europeu e do status quo. Em 1878, a Rússia derrotou o Império Otomano na Guerra Russo-Turca; e pelo consequente Tratado de San Stefano a Rússia obteve muita influência nos Balcãs. Este desenvolvimento russo deixou a Áustria-Hungria indignada, uma vez que esta era uma concorrente direta da Rússia pela influência na região dos Balcãs (apesar de ser uma aliada dos russos e dos alemães na Liga dos Três Imperadores). Assim, em 1878, uma conferência internacional foi convocada por Bismarck (o Congresso de Berlim), a fim de resolver o problema. O Tratado de Berlim, que resultou da conferência inverteu os ganhos da Rússia do Tratado de San Stefano, e deu aos austríacos com a compensação por perda de territórios. Apesar das tentativas de Bismarck em desempenhar o papel de um "intermediário honesto", no Congresso de Berlim, as relações russo-alemãs deterioraram-se após a conferência. A Liga dos Três Imperadores foi interrompida, e a Alemanha e a Áustria-Hungria tornaram-se aliadas contra a Rússia.

## Itália junta-se à aliança
Em 1881, a Itália perdeu na competição com a França para estabelecer uma colônia em Túnis (Tunísia nos dias atuais). Para angariar apoio diplomático, a Itália aderiu a Alemanha e a Áustria-Hungria para formar a Tríplice Aliança, em 1882, que foi o primeiro agrupamento formal de guerra na Europa, o segundo é a Tríplice Entente formada em 1907.
Durante a Primeira Guerra Mundial, no entanto, a Itália não iria à guerra com os seus aliados, mas imediatamente permaneceu neutra (devido ao interesse desta nos territórios austriacos de Trentino e Venezia Giulia). Em 1915, ingressou na Entente e declarou guerra à Áustria-Hungria, e mais tarde a Alemanha no ano subsequente. A Aliança Dua persistiu durante toda a guerra e terminou com a sua derrota em 1918.